# Misteltherapie
Die Misteltherapie (Therapie mit Viscum album L.-Extrakten) gehört zu den am häufigsten angewandten heilpflanzenbasierten Verfahren in der alternativmedizinischen Krebsbehandlung im deutschsprachigen Raum. Sie basiert auf Anregungen von dem Begründer der Anthroposophie Rudolf Steiner und wurde von der Ärztin Ita Wegman entwickelt. Die aus der Weißbeerigen Mistel hergestellten Präparate wurden erstmals 1917 innerhalb der anthroposophischen Medizin angewendet und werden heute zur Zusatzbehandlung bei malignen Erkrankungen und im Rahmen der Palliativmedizin zur Verbesserung der Lebensqualität eingesetzt. Die Präparate stimulieren unspezifisch das Immunsystem.
Die Wirksamkeit von Mistelpräparaten gegen Krebs ist wissenschaftlich nicht erwiesen.

## Geschichte

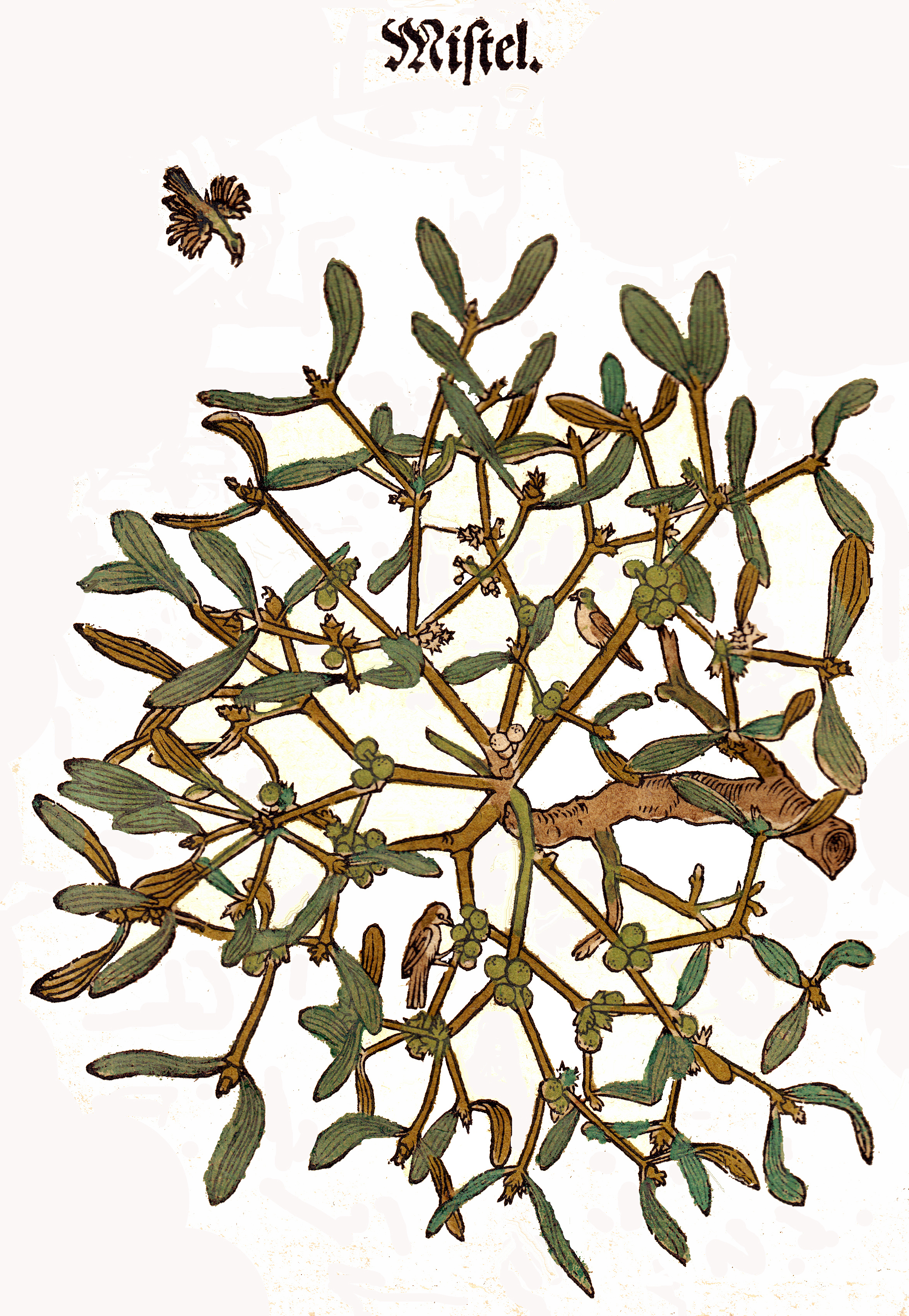
Abbildung der Mistel (Viscum album) im New Kreütter Bůch des Hieronymus Bock 1546

Die Mistel ist eine traditionelle Heilpflanze, Mistelzubereitungen wurden in verschiedenen Behandlungssituationen seit vielen Jahrhunderten eingesetzt. Im ersten Jahrhundert schrieben Pedanios Dioskurides und Plinius der Ältere, die Mistel (ixos, viscum) habe die Kraft, Geschwüre zu erweichen und sie zur Reifung zu bringen.

„Emollit, discutit tumores, siccat strumas; cum resina et cera panos mitigat omnis generis“

„Sie erweicht, verteilt die Geschwulst und trocknet die Kröpfe aus; mit Harz und Wachs mildert sie die Drüsenbeulen jeder Art“

1543 erwähnt Leonhart Fuchs im New Kreutterbuch (auch: New-KreüterbüchIein) die Anwendung der Mistel bei „Geschwülsten“ in Form eines äußerlich anzuwendenden Breies aus Blättern und Beeren. Auch der deutsche Arzt Hieronymus Bock beschreibt die Mistel in seinem Kreütterbuch als wirksam gegen „Geschwülste“.
Die Anwendung der Mistel bei Tumorerkrankungen in der Komplementärmedizin geht auf Rudolf Steiner zurück. Ab 1904 erwähnt er die Mistel allgemein in seinen Vorträgen, ab 1920 speziell für die Krebsbehandlung. Gemäß Steiner sei die Mistel ein „Pflanzentier des Mondes“ voller besonderer Kräfte, die von einem Himmelskörper einer früheren Stufe abstamme; dieser Himmelskörper soll aus Erde und Mond bestanden haben. 1916 weist er auf „die komplementäre Natur von Mistel und Karzinom hin“. Steiner gab an, dass die Mistel von ihrem Wirtsbaum so lebt wie Krebs vom Körper des Patienten. Aus dieser Analogie folgerte er, dass die Mistel bei der Krebsbehandlung wirksam sein könnte.
Ita Wegman nahm diesen Hinweis auf und erarbeitete zusammen mit dem Zürcher Apotheker Adolf Hauser das erste injizierbare Präparat aus Apfelbaummisteln, das ab 1917 zur Behandlung angewendet wurde. 1918 wurde das Präparat von Adolf Hauser unter dem Namen Iscar registriert. 1920 stellte Rudolf Steiner die von Ita Wegman erprobte Misteltherapie erstmals bei einem Fachkurs für Mediziner und Pharmazeuten in Dornach bei Basel vor.
Laut Steiner seien chirurgische Eingriffe bei Geschwulstbildungen durch eine Potenzierung der Mistel ersetzbar. Die Mistelfrucht müsse mit anderen „Mistelkräften“ mit einer „sehr komplizierten Maschine“ zum Heilmittel gemacht werden. 1920 beschreibt Steiner, wie Gemische aus Sommer- und Wintersaft der Mistel nach anthroposophischer Intention herzustellen seien: Der Extrakt soll im Winter, möglichst zu Weihnachten, und im Hochsommer Ende Juni hergestellt werden. Dann soll der Sommersaft in den in einem rotierenden Gefäß befindlichen Wintersaft herunterfließen. Mit zunehmender Umdrehungsgeschwindigkeit des Rotationsgefäßes nehme die Wirksamkeit des Mittels zu. Damit die Wirkkräfte nach dem Zentrifugieren nicht verloren gingen, habe Steiner empfohlen, die Mischung möglichst in einer Tierblase aufzubewahren. Gemäß der Postulate Steiners ist die Wirkebene der Mistelpräparate spirituell verortet: im Äther- und Astralleib, deren harmonisches Zusammenspiel durch den Einfluss ahrimanischer Wesen gestört werden könne. Demnach sind es laut Steiner nicht die Inhaltsstoffe der Mistel selbst, stattdessen beruhe die Wirkung auf eine „lichthaft-geistige Qualität“, welche „kosmisch-ätherische Kräfte“ entfalte.
1923 erschien die Monografie der Mistel, ein Gesamtwerk zur Mistel, von dem Botaniker Karl von Tubeuf. 1927 berichtete Wegman von der ersten Arlesheimer Maschine für die Mischung von Sommer- und Wintermistelextrakten. Wegman, Werner Kaelin, Rudolf Hauschka und Lina Kaelin gründeten 1935 den Verein für Krebsforschung (VfK). Der Verein führt die Arbeit Ita Wegmans nach ihrem Tod fort. 1963 gründete dieser Verein in der Nähe des Hauses Hiscia die Lukas-Klinik, die erste anthroposophische Spezialklinik für Tumorpatienten.

## Präparate

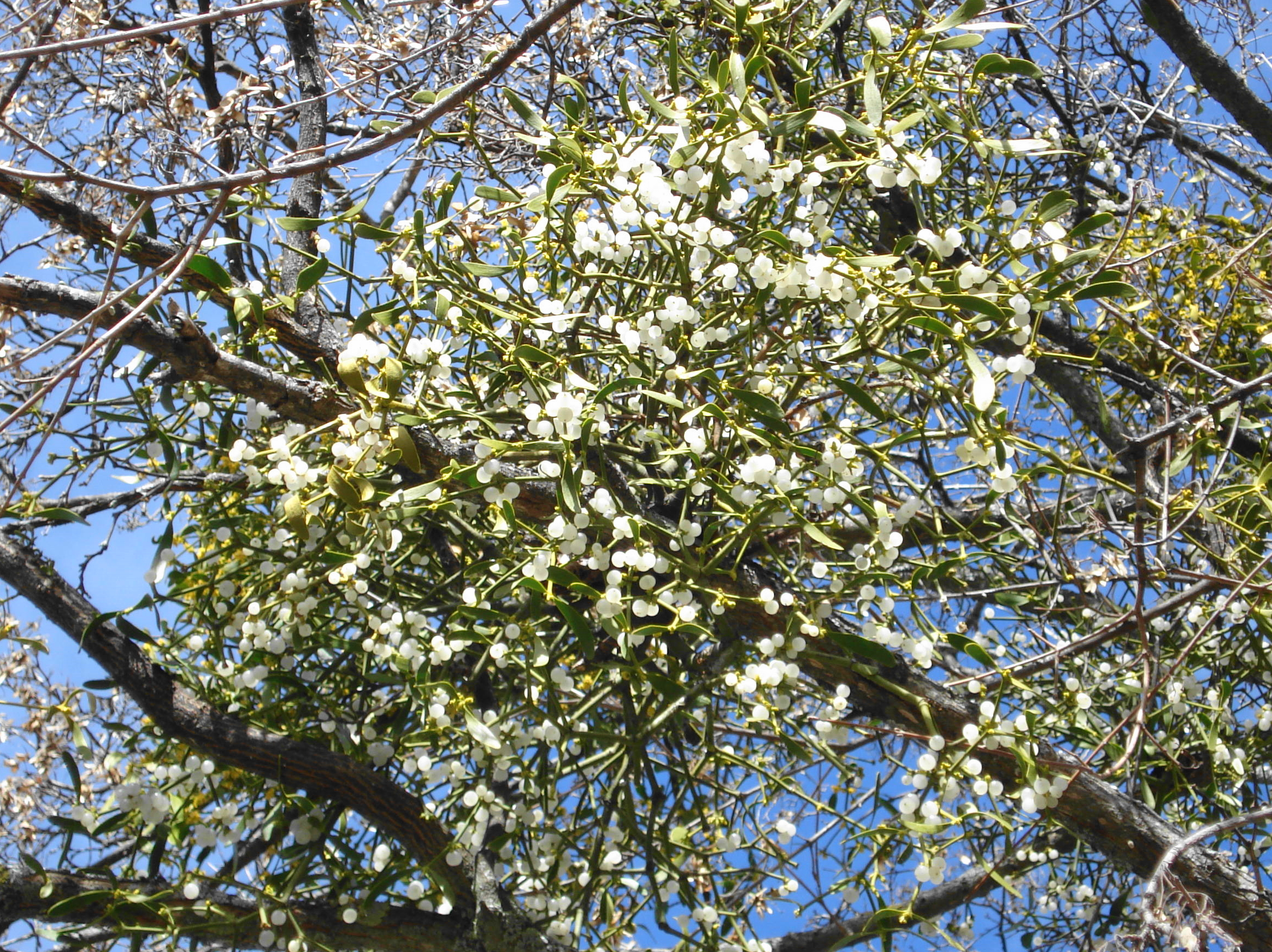
Die Weißbeerige Mistel (Viscum album)

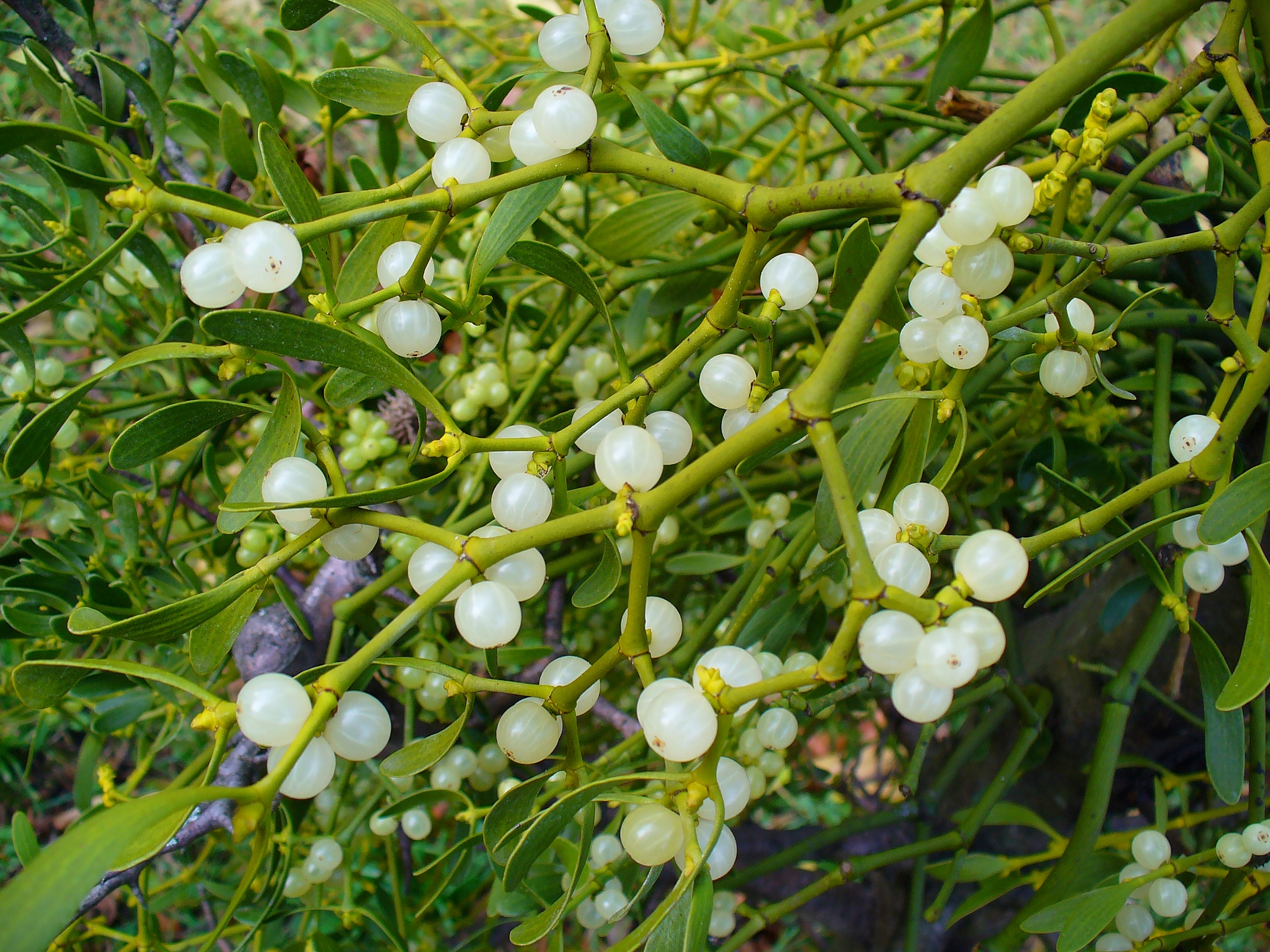
Die Frucht der weißbeerigen Mistel

### Anthroposophische oder homöopathische
In der Botanik werden nach ihren Wirtsbäumen drei Mistelunterarten unterschieden: Laubholz-, Tannen- und Kiefernmisteln.
Die pharmazeutischen Verfahren zur Herstellung der Präparate und ihre Zusammensetzung unterscheiden sich je nach Hersteller, Extraktionsverfahren, Zeit der Mistelernte und Wirtsbaum der Mistel.
Die Herstellung der Iscador-Präparate erfolgt zunächst in den Räumen der Internationalen Laboratorien AG (ILAG), später Weleda, und wurde in den 1970ern vollständig in das Institut Hisica verlegt. Weleda blieb bis 2013 Marketing- und Vertriebspartner für Iscador.
Iscador (Eigenschreibweise: ISCADOR) war bis Mitte des 20. Jahrhunderts das einzige Präparat. Ab 1965 gibt es das Präparat Iscucin des anthroposophischen Arztes Karl Köller, welches später zu Wala gehört. Ab 1971 ist das Präparat Abnobaviscum (Eigenschreibweise: abnobaVISCUM) der Firma Abnoba erhältlich. Die Firma Helixor mit dem gleichnamigen Präparat gibt es ab 1975. 1986 wird das Präparat Isorel in Österreich zugelassen.

#### Iscador
Zur Herstellung des Präparates Iscador erntet der gleichnamige Hersteller zweimal pro Jahr, im Juni und Dezember. Die Pflanzen werden direkt weiterverarbeitet. Iscador ist ein fermentiertes Mistelpräparat: Der Mistelextrakt wird unter Zugabe von milchsäurebildenden Bakterien und Zucker fermentiert und mit isotonischer Lösung verdünnt. Einige Präparate der Firma werden zusätzlich mit Metallsalzzusätzen versetzt.
Es werden Extrakte unterschiedlicher Wirtsbäume angeboten: z. B. Iscador M (von Apfelbäumen) oder Iscador Qu (von Stieleichen). Iscador ist das am häufigsten verwendete Mistelprodukt.

#### Abnoba
Zur Herstellung des Mistelpräparates Abnobaviscum werden Sommer- und Wintermisteln verwendet. Die Extraktion findet unter Luftabschluss statt. Mistelpräparate der Firma Abnoba werden von der Ernte bis zur geschlossenen Ampulle oxidationsgeschützt verarbeitet und besitzen als konzentrierte Extrakte eine helle gelbgrüne Farbe.

#### Helixor
Die Präparate von Helixor sind unfermentierte Frischpflanzenextrakte aus zweieinhalbjährigen Misteltrieben. Die verwendeten Misteln werden vier Mal im Jahr, im Winter, Frühjahr, Sommer und Herbst geerntet. Es werden drei Produkte vertrieben: Extrakte aus Misteln von der Tanne (für Helixor A), vom Apfelbaum (für Helixor M) und von der Kiefer (für Helixor P). Der jeweilige Gesamtextrakt entsteht durch die Mischung von Winter- und Sommerextrakt in einem speziellen "Verwirbelungsverfahren", in dem keine weiteren Zusätze hinzugefügt werden.

#### Wala
Es gibt acht Präparate der Firma Wala, die aus Misteln von unterschiedlichen Wirtsbäumen – z. B. der Tanne (Iscucin Abietis), Kiefer (Iscucin Pini) oder Pappel – hergestellt werden. Zur Herstellung werden Sommer- und Wintermisteln verwendet, die zunächst kalt getrocknet und dann, mit einer Misch-Apparatur, zum Gesamtextrakt verarbeitet werden. Anschließend wird der Extrakt verdünnt.

### Phytotherapeutische
Ergänzend zu den Präparaten der anthroposophischen Therapierichtung entstanden phytotherapeutische Präparate der lektinorientierten Mistelanwendung, die sich auf einzelne Inhaltsstoffe, insbesondere das Mistellektin, beziehen. Diese Variante der Misteltherapie, bei der man sich zwecks Normierung – entgegen der ursprünglichen anthroposophischen Intention – auf das Lektin als wesentliche Wirksubstanz bezieht, wurde aufgrund verabschiedeter arzneirechtlicher Sonderregelungen für die Besonderen Therapierichtungen marktfähig. Die Namen einiger Mistelpräparate weisen auf die Bedeutung hin, die in jüngerer Zeit dem darin enthaltenen Lektin eingeräumt wird, z. B. Lektinol oder Cefalektin. Von diesen phytotherapeutischen Präparaten ist nur noch das Präparat Lektinol verfügbar.

### Zulassung der Präparate
Zur Anwendung in der Onkologie sind in Deutschland nur Präparate zur subkutanen Injektion zugelassen, Tropfen und Tabletten hingegen nicht. Die Präparate werden unter der Zulassungsart Besondere Therapierichtungen und Traditionelle Arzneimittel zugelassen. Die Mistelpräparate gehören hierbei zu den besonderen Therapierichtungen, nicht zu den Traditionellen Arzneimitteln. Zugelassen werden die Arzneimittel nach wissenschaftlicher Bewertung des aktuellen Kenntnisstandes der Abteilung 4 des Bundesinstituts für Arzneimittel und Medizinprodukte. Die Zulassung als Arzneimittel ist nicht an die Durchführung moderner Studien geknüpft, Hersteller müssen keine Daten zur Pharmakologie vorlegen.

## Anwendung
Onkologische Behandlung beinhaltet die interdisziplinäre Zusammenarbeit verschiedener medizinischer Fachrichtungen, im weiteren Sinne lindernde und unterstützende Maßnahmen, dazu psychologische und Selbsthilfe. Die Misteltherapie kann den etablierten Verfahren in allen Phasen einer Krebserkrankung hinzugefügt werden, wenn der Behandler eine Indikation sieht. Das amerikanische Nationale Krebsinstitut empfiehlt jedoch die Anwendung der Misteltherapie nur im Rahmen von methodisch hochwertigen Studien. Von einer Anwendung außerhalb von Studien wird aufgrund des fehlenden Wirksamkeitsnachweises abgeraten.
In der Regel wird der Extrakt der Mistel vom Patienten unter die Haut (subkutan) oder – im klinischen Rahmen durch Ärzte – direkt in Tumorgewebe gespritzt. Möglich sind außerdem die perorale, die intravenöse Gabe oder die Injektion in bestimmte Körperhöhlen: In Rippenfellspalt und Herzbeutelspalt kann bei krebsbedingten Flüssigkeitsansammlungen eine sterile Entzündung mit anschließender Verklebung, die so genannte Pleurodese beziehungsweise Perikardiodese, angeregt werden.

### Kosten und Zuzahlungen
Die Mistelpräparate sind im Allgemeinen rezeptfrei in Apotheken erhältlich und ausschließlich für die subkutane Anwendung zugelassen. In der Schweiz und Österreich sind Mistelpräparate rezeptpflichtig.
Der Preis für eine Packung Mistelextrakt liegt, je nach Hersteller und Packungsgröße, zwischen 60 Euro und 300 Euro. Die Kosten pro Injektion bei rund 15 Euro. Die Misteltherapie ist in zwei Fällen zu Lasten der gesetzlichen Krankenkassen in Deutschland verordnungsfähig:
1. Als palliative Tumortherapie zur Verbesserung der Lebensqualität nach § 12 Abs. 6 der Arzneimittelrichtlinie[31]
2. Als Begleittherapie zur Reduktion schwerwiegender Nebenwirkungen, z. B. Tumor-assoziierte Fatigue nach § 12 Abs. 8 der Arzneimittelrichtlinie[32]

In der Schweiz übernimmt die Grundversicherung die Kosten, wenn das Mistelpräparat von einer medizinischen Fachperson mit einem entsprechenden anerkannten Fachausweis für die jeweils bestimmungsgemäße Indikation verschrieben wird. In Österreich wird die Misteltherapie nach klinischen Therapien (wie Chemotherapie und Strahlentherapie) meist von den gesetzlichen Krankenkassen übernommen.

## Wirkung

### Klinische Forschung
Die unabhängige Cochrane Collaboration kam 2008 bei der Auswertung von Studien zu dem Ergebnis, dass die Misteltherapie keinen Überlebensvorteil bei verschiedenen Krebsarten zeigt. Eine Metaanalyse, die von dem Hersteller des Mistelpräparates finanziert wurde, zeigte 2008 bei Einschluss aller prospektiven matched-pair-Studien bei Patientinnen mit Brustkrebs, die parallel eine medizinisch-onkologische Behandlung erhielten, bei Einnahme eines Mistelpräparates keinen signifikanten Überlebensvorteil, wenn die randomisierten Studien betrachtet wurden.
2019 wurde in einer umfangreichen Metaanalyse der Forschungsgruppe von Jutta Hübner, Professorin für Integrative Onkologie, der Effekt auf das Überleben einer Misteltherapie zusätzlich zur konventionellen Krebstherapie ausgewertet. Dieser Effekt war bei den Teilnehmern fast immer marginal und konnte überdies in den Studien mit hoher Qualität nicht gezeigt werden. Ein Einfluss auf die Lebensqualität fehlte in den methodisch höherwertigen Studien. Die Autoren kommen zu dem Schluss, dass sich weder Vorteile in Hinsicht auf das Überleben noch auf die Lebensqualität und therapiebedingten Nebenwirkungen bei Mistelpräparaten für Krebspatienten ergeben haben.
Studien deuten darauf hin, dass sich die Lebensqualität Betroffener verbessern könnte. Viele dieser Studien weisen aber größere methodische Mängel auf, was die Aussagekraft in Zweifel zieht. Eine mögliche Erklärung für die beobachteten Effekte zur Verbesserung der Lebensqualität können – analog zur Homöopathie – auch allgemeine Kontexteffekte sein, weniger ein eigenständiger Effekt der Mistelpflanze selbst.

### Wechselwirkungen
Bei der Bewertung, ob die lektinbezogene Misteltherapie klinisch unbedenklich ist, rückte bei den Immunmodulatoren, die eine Schlüsselrolle bei der Wirkung spielen, in jüngster Zeit vermehrt die dokumentierte Ambivalenz von Zytokinwirkungen in den Mittelpunkt des Interesses: „Zellen des Immunsystems können nach ihrer Aktivierung nicht nur antitumorale Potenz entfalten, sondern über Zytokine und Wachstumsfaktoren auch Angiogenese und Tumorwachstum stimulieren.“ Die Grundlagenforschung der letzten Jahre habe gezeigt, dass die Zytokine, die durch Mistellektin I in vitro und in vivo vermehrt freigesetzt werden, die Proliferation von Zellen unterschiedlicher Tumoren, Leukämien und Lymphome stimulieren können. Die experimentellen Befunde zeigten für die lektinbezogene Mistelanwendung die realistische Möglichkeit der Gefährdung zumindest einzelner Patienten bei bestimmten Tumorarten beziehungsweise in bestimmten Tumorstadien auf. Die Misteltherapie sollte daher nicht bei Krebsarten Anwendung finden, die vom Immunsystem ausgehen (z. B. Leukämien oder Lymphome) bzw. in Gegenwart von immunmodulierenden Medikamenten.

### Nebenwirkungen
Aufgrund der Zulassung der Mistelpräparate im Rahmen der Bestimmungen für „besondere Therapierichtungen“ (siehe Zulassung der Präparate) werden Textvorlagen für die Gebrauchs- und Fachinformationen, wie Nebenwirkungen aller Mistelpräparate von der Abteilung 4 des Bundesinstituts für Arzneimittel und Medizinprodukte erstellt, die den aktuellen Erkenntnisstand in der medizinischen Bewertung widerspiegeln.
Im Zusammenhang mit der Anwendung von Mistelextrakten bei Krebspatienten wurden kaum schwerwiegende unerwünschte Ereignisse (SAEs) berichtet. Lokale Entzündungsreaktionen an der Injektionsstelle (wie Rötung, Schwellung, Schmerzen) zählten zu den häufigen Reaktionen, diese sind typisch für die Stimulierung der körpereigenen Abwehr und sollten, wenn im gewünschten Maße, nicht behandelt werden, da sie von alleine abklingen. Gelegentliche Nebenwirkungen umfassten einen generalisierten Juckreiz, generalisierte Urtikaria und Rhinitis. Weitere seltene bis sehr seltene Nebenwirkungen betrafen das Herz-Kreislauf-System, den Magen-Darm-Trakt (Übelkeit, Erbrechen, Durchfall, Dehydratation) und das Immunsystem (Fieber, Anstieg der weißen Blutkörperchen im Blut), sowie Atemnot und Bronchospasmen. Schwerwiegende Komplikationen waren selten. Bisher wurde in seltenen Einzelfällen von einem anaphylaktischen Schock berichtet. Die Anwendung von Mistelpräparaten in Kombination mit Immuncheckpoint-Inhibitoren führte nicht zu einer Rate an SAEs.
Nicht angezeigt ist die Misteltherapie während der Schwangerschaft und in der Stillzeit. Neben dem möglichen Einfluss auf das Tumorwachstum (siehe Abschnitt: Wechselwirkungen) sind im Zusammenhang mit Mistelanwendungen auch berichtete Erkrankungen mit möglicher Immunpathogenese zu berücksichtigen. Bei Anwendung bei primären Hirntumoren oder Hirnmetastasen besteht die Möglichkeit, dass die Misteltherapie Ödeme verursacht.
Bei Untersuchungen in Zellkulturen konnten Inhaltsstoffe des Mistelextraktes (Lektine) ein Tumorwachstum sogar beschleunigen. Eine Nachuntersuchung konnte dies aber nicht reproduzieren.
Die American Cancer Society als auch die Schweizer Gesellschaft für Onkologie lehnen Mistelinjektionen wegen möglichen unerwünschten Wirkungen bis hin zum lebensbedrohlichen Schock ab, zudem bestünde die Gefahr, dass durch die Anregung der Immunabwehr auch das Tumorwachstum angeregt wird.

## Handlungsempfehlungen von Fachgesellschaften
Die S3-Leitlinie Komplementärmedizin in der Behandlung für onkologische Patientinnen und Patienten spricht sich weder gegen noch für eine Verordnung von Mistelgesamtextrakt (Viscum album L.) enthaltenden Präparaten hinsichtlich der Verlängerung des Gesamtüberlebens aus. Grund hierfür ist die heterologe Datenlage sowie methodische Mängel der berücksichtigten Studien, die nicht für eine abschließende Bewertung ausreichen. Trotz der Heterogenität der Daten gibt die Leitlinie an, dass die subkutane Gabe von Mistelgesamtextrakt für den therapeutischen Einsatz zur Verbesserung der Lebensqualität bei Patienten mit soliden Tumoren erwogen werden kann. Für die Evidenzgradierung lagen systemische Reviews vor (Level of Evidenz 1a).
Die S3-Leitlinie Mammakarzinom sieht bei der Misteltherapie keine Verlängerung des Überlebens von Patientinnen, die Verbesserung der Lebensqualität bewertet sie nach derzeitiger Datenlage als fraglich. Für das Melanom sollen gemäß entsprechender Fachgesellschaft Mistelpräparate sowohl unter einer adjuvanten Therapie als auch unter einer palliativen Therapie (bei zeitgleicher immunologischer Therapie) nicht verabreicht werden. Laut der S3-Leitlinie Magenkarzinom kann die Misteltherapie bei Patienten mit Karzinomen des Magens bzw. ösophagogastralen Übergangs mit dem Ziel der Verbesserung der Lebensqualität eingesetzt werden, nicht aber zur Lebensverlängerung.
Die Arbeitsgemeinschaft für gynäkologische Onkologie e. V. bewertet bei fortgeschrittenen Brustkrebs bei laufender onkologischer Standardtherapie Mistellektine (Viscum album) zur Reduktion therapieassoziierter Nebenwirkungen bei einem Oxford Level of Evidence 1a und der GRADE-Stufe B (Evidenzgrad moderat) mit AGO „+/-“, d. h. es zeigt keinen Vorteil bei Patienten, kann aber im Einzelfall eingesetzt werden. Eine allgemeine Empfehlung kann nicht ausgesprochen werden. Zur Prävention eines brustkrebsassoziierten Rezidivs wird bei einem Oxford-Evidenzgrad von 1b und deiner GRADE-Stufe C eine AGO-Empfehlung „-“ angegeben. Auf der Basis dieser Daten wird aktuell von der Anwendung der Mistel mit dem Ziel der Rezidivvermeidung abgeraten.
Die Anwendung der Mistel an Patientinnen mit Brustkrebs kann laut der Gesellschaft für Integrative Onkologie SIO (Society for Integrative Oncology) zur Verbesserung der Lebensqualität in Erwägung gezogen werden. Die Mistel erhält hier den Grad C; das bedeutet, dass sie im Einzelfall je nach Einschätzung des Arztes und Präferenzen der Patientin gegeben werden kann, wenngleich der Nutzen gering ist.

## Kritik
Die Wirksamkeit der Misteltherapie in der Krebsbehandlung (Verlängerung der Überlebenszeit) ist der Studienlage zufolge nicht dargestellt. In verschiedenen Übersichtsarbeiten zeigten methodisch einwandfreie Studien keine Vorteile der Misteltherapie. Studien mit positiven Ergebnissen enthielten methodische Mängel. Eine therapeutische Wirksamkeit konnte nicht festgestellt werden. Selbst nach jahrzehntelangen Untersuchungen ist ein klares Konzept in der Anwendung nicht erkennbar.
Die Anwendung der Misteltherapie in der Krebsbehandlung sollte als ergänzende Maßnahme zu naturwissenschaftlich orientierten Krebstherapien und mit Vorsicht erfolgen, da die Misteltherapie mit seltenen, erheblichen Nebenwirkungen verbunden sein kann. Die Grundlagen der Anthroposophischen Medizin und damit der Misteltherapie wurden 2008 von zwei Professoren der Medizin und an anderer Stelle als pseudowissenschaftlich angesehen.
Bislang sind für alle marktgängigen Mistelpräparate keine Nachweise für eine therapeutische Wirksamkeit erbracht worden. Die Evidenz des klinischen Nutzens werde als „schwach und nicht überzeugend“, die Qualität der Beobachtungsberichte bezüglich der Methodik als „enttäuschend mangelhaft“ bewertet. Die veröffentlichten Daten zur Misteltherapie und die mit Mistelextrakten gesammelte klinische Erfahrung „rechtfertigt nicht die unkontrollierte, allgemeine Anwendung und die in der Werbung erhobenen Ansprüche“. Mangels beweiskräftiger, klinischer Wirksamkeitsstudien sei der Einsatz der Mistel in der Krebstherapie „in der Betreuung von Tumorpatienten aus wissenschaftlicher, ethischer und sozioökonomischer Sicht derzeit nicht zu vertreten“.